# Литцман, Карл Зигмунд
Карл Зигмунд Литцман (нем. Karl-Siegmund Litzmann; 1 августа 1893, Вестфалия — август 1945, Каппельн) — один из руководителей оккупационного режима нацистской Германии на территории СССР, партийный функционер НСДАП, один из организаторов массовых расправ над мирным населением Эстонии. Имел звание обергруппенфюрера СА.

## Биография
Родился 1 августа 1893 года в Миндене (Вестфалия). Сын генерала Карла Лицмана (1850—1936). Участвовал в сражениях Первой мировой войны. За время войны был награждён Железными крестами 2-го и 1-го класса и рыцарским крестом Королевского ордена Дома Гогенцоллернов с мечами.
В 1929 году вступил в НСДАП и СА. В 1933 году Карл Сигизмунд получил назначение на должность руководителя третьей обергруппы СА (его штаб-квартира располагалась в Штеттине, административном центре подчинённой ему территории. В 1933 году получил статус прусского государственного советника. 12 ноября 1933 года Литцман был избран на пост депутата Рейхстага. 30 июня 1934 года во время Ночи длинных ножей проявил свою лояльность Адольфу Гитлеру. В 1935 году стал членом Народной судебной палаты.

### Вторая мировая война
После оккупацией германскими войсками территории балтийских республик и формированием Рейхскомиссариата Остланд из оккупированных восточных территорий в декабре 1941 года Литцман был назначен генеральным комиссаром Эстонии.
Штаб-квартира Литцмана располагалась в Таллине. Тем не менее необходимо было сформировать новый состав городского самоуправления и из нескольких предложенных кандидатур, прошедших тщательный отбор, нацистами был избран глава эстонского самоуправления — участник эстонского сопротивления в Финляндии доктор Хяльмар Мяэ. Это марионеточное самоуправление было одобрено немецким генералом фон Боком 15 сентября 1941 года.
Всего в должности генерального комиссара Литцман пробыл с 1941 по 1944 годы. За время его правления по всей стране было создано 25 концлагерей. Литцман непосредственно несёт ответственность за Холокост на территории Эстонии. Согласно справочнику Залесского, за период руководства Литцмана на территории Эстонии были убиты 61 тысяча мирных жителей (в том числе граждан иностранных государств) и 64 тысячи советских военнопленных.
Литцманн объявился после войны у своей сестры в городе Каппельн. Через месяц, в августе 1945 года, он погиб при неизвестных обстоятельствах. Лицманн был официально объявлен мёртвым 31 июля 1949 года.